# Haruka Kasai
Haruka Kasai (jap. 葛西 春⾹, Kasai Haruka; * 4. Februar 2004 in Sapporo, Hokkaidō) ist eine japanische Nordische Kombiniererin.

## Werdegang
Kasai nahm bereits als Vierzehnjährige an den erstmals ausgetragenen japanischen Meisterschaften in der Nordischen Kombination Ende März 2018 in Nayoro teil und wurde dabei hinter Ayane Miyazaki Zweite. Ihr internationales Debüt gab sie wenige Wochen vor ihrem sechzehnten Geburtstag bei den Olympischen Jugend-Winterspielen 2020 in Lausanne, wo sie den neunten Rang im Einzelwettbewerb erreichte. Erst 13 Monate später absolvierte sie bei den Nordischen Junioren-Skiweltmeisterschaften 2021 in Lahti ihren nächsten FIS-Wettbewerb, als sie im Gundersen Einzel den 18. Platz belegte. Am 18. Februar 2022 debütierte sie in Eisenerz im Continental Cup, dem Unterbau zum Weltcup. Am dritten Wettkampftag erzielte sie als Fünfte ihre erste Platzierung unter den besten Zehn. Wenige Wochen später gewann Kasai bei den Nordischen Junioren-Skiweltmeisterschaften 2022 die Silbermedaille im Einzel, ehe sie gemeinsam mit Hina Tsushida, Ringo Miyajima und Nagomi Nakayama im Skisprung-Team ebenfalls Zweite wurde. Am 12. März 2022 debütierte Kasai in Schonach im Weltcup und lief dabei als Zweite auf Anhieb aufs Podest. Auch am darauffolgenden Tag belegte sie den zweiten Platz und schloss damit die Weltcup-Saison mit 160 Punkten auf dem 14. Platz ab.

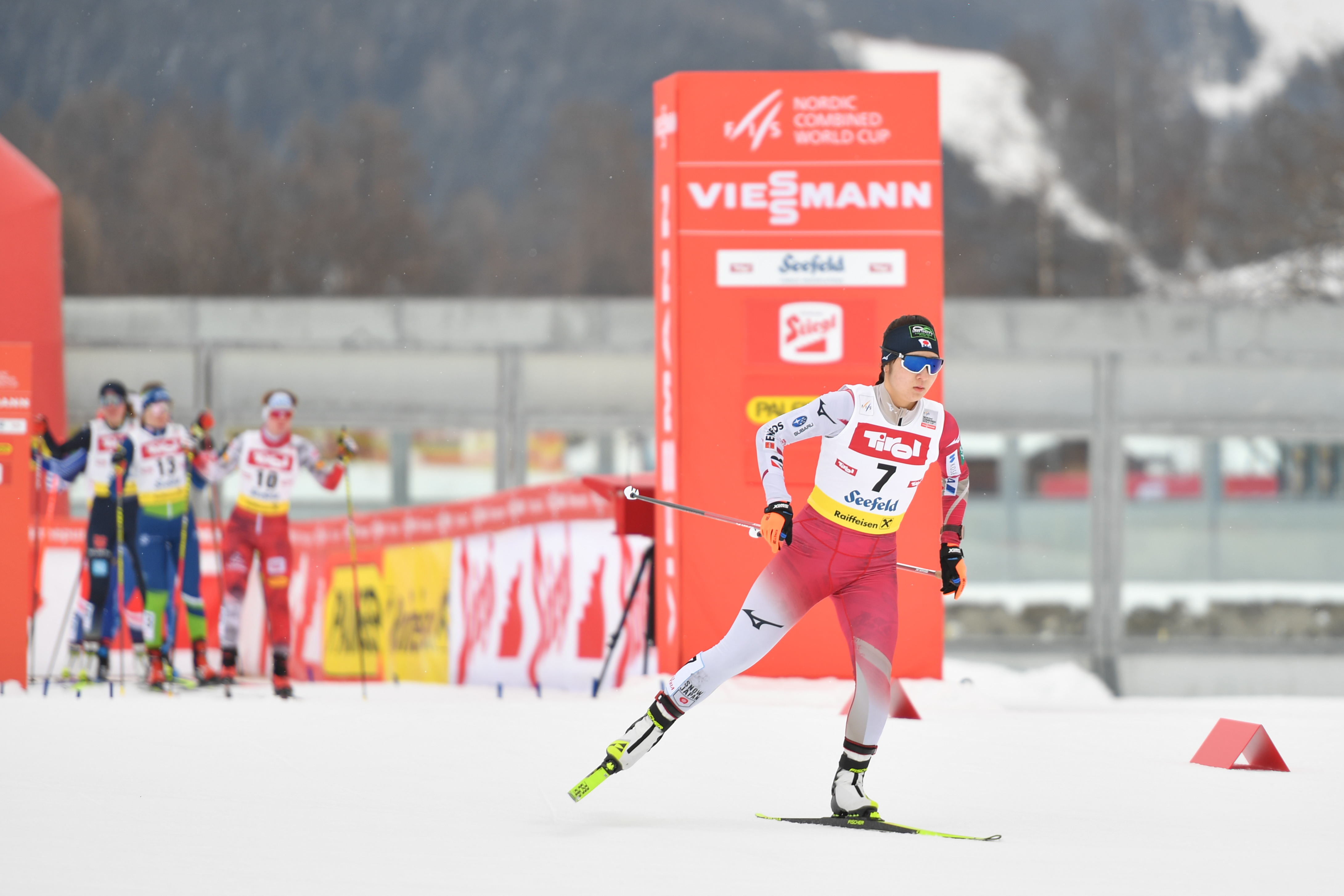
Kasai 2023 in Seefeld

In der Weltcup-Saison 2022/23 war Kasai fester Bestandteil des japanischen Teams. Als ausgeglichene Athletin, die sowohl im Sprung- als auch im Langlauf vordere Ergebnisse erzielen konnte, erreichte sie konstant Platzierungen unter den besten Zwölf. Mitte Januar nahm sie an den World University Games in Lake Placid teil. Dort wurde sie im Gundersen Einzel Universiadesiegerin, ehe sie sich im Massenstart als Zweite ihrer Schwester Yuna Kasai geschlagen geben musste. Als Sechste beim Weltcup-Rennen in Schonach erzielte sie ihr bestes Saisonergebnis. Bei den Nordischen Skiweltmeisterschaften 2023 gewann sie hinter Gyda Westvold Hansen und Nathalie Armbruster die Bronzemedaille. Kasai hatte nach dem Sprunglauf bereits auf dem dritten Rang gelegen und konnte diesen durch die drittbeste Laufleistung behaupten. Zwei Tage später wurde sie gemeinsam mit Ryōta Yamamoto, Yuna Kasai und Akito Watabe Fünfte im Mixed-Team. Die Saison schloss sie als Siebte im Gesamtweltcup ab.
Kasai nahm in der Saison 2023/24 an allen Weltcup-Rennen teil und erreichte dabei stets eine Platzierung unter den besten Zehn. Siebenmal wurde sie Vierte, nur in Otepää stand sie als Zweite auf dem Podest. In der Gesamtweltcupwertung belegte sie den vierten Platz. Auch in der Weltcup-Saison 2024/25 gehörte Kasai zur Weltspitze, erzielte ausschließlich einstellige Ergebnisse und erreichte mehrmals das Podest. Bei den Nordischen Skiweltmeisterschaften 2025 in Trondheim gewann Kasai hinter ihrer Schwester Yuna und Gyda Westvold Hansen Bronze im Massenstart. Gemeinsam mit Akito Watabe, Yuna Kasai und Ryōta Yamamoto verpasste sie als Vierte um 0,2 Sekunden eine weitere Medaille. Zum WM-Abschluss wurde sie Siebte im Gundersen Einzel.

## Privates
Harukas jüngere Zwillingsschwester Yuna Kasai ist ebenfalls als Nordische Kombiniererin aktiv. Zusammen besuchten sie die Nishino Junior Highschool, ehe sie auf die Sapporo Highschool der Tōkai-Universität wechselten. Anschließend begannen beide ein Studium in der Fakultät für Sportwissenschaften an der Waseda-Universität. Zum japanischen Skispringer Noriaki Kasai besteht kein Verwandtschaftsverhältnis.

## Statistik

### Platzierungen bei Weltmeisterschaften
| Jahr und Ort   | Wettbewerb | Wettbewerb  | Wettbewerb |
| Jahr und Ort   | Gundersen  | Massenstart | Mixed-Team |
| -------------- | ---------- | ----------- | ---------- |
| 2023 Planica   | 03.        | —           | 05.        |
| 2025 Trondheim | 07.        | 03.         | 04.        |

### Weltcup-Platzierungen
| Saison  | Platz | Punkte |
| ------- | ----- | ------ |
| 2021/22 | 14.   | 0160   |
| 2022/23 | 07.   | 0330   |
| 2023/24 | 04.   | 0969   |
| 2024/25 | 03.   | 1029   |

### Continental-Cup-Platzierungen
| Saison  | Platz | Punkte |
| ------- | ----- | ------ |
| 2021/22 | 15.   | 0061   |